# Alkyoneus (gigant)
Alkyoneus (gr. Αλκυονευς Alkyoneus, łac. Alcyoneus) – w mitologii greckiej jeden z gigantów, syn Uranosa i Gai.
Wyróżniał się spośród innych gigantów wspaniałym wzrostem i siłą. Odegrał główną rolę w gigantomachii, która rozegrała się na Polach Flegrejskich. Alkyoneus nie mógł tak długo zostać zabity, póki walczył na ziemi, na której się urodził. Za radą Ateny, Herakles przeniósł go daleko od Palleny i tam zabił go strzałą. Gigant przed śmiercią zdołał przygnieść skałą dwudziestu czterech towarzyszy Heraklesa.
Córki Alkyoneusa Alkyonidy z rozpaczy po śmierci ojca rzuciły się do morza i zostały przemienione w ptaki zimorodki.